# NBA-Draft 1982
Der NBA Draft 1982 fand am 29. Juni im Madison Square Garden in New York statt. An erster Stelle wählte der amtierende Meister, die Los Angeles Lakers. Das Draftrecht erwarben die Lakers von den Cleveland Cavaliers.
James Worthy und Dominique Wilkins legten die erfolgreichsten Karrieren hin und wurden nach ihren Karriereenden in die Hall Of Fame berufen. Weitere nennenswerte Spieler sind Terry Cummings, Fat Lever, Sleepy Floyd, Ricky Pierce und Mark Eaton, der mit dem 72. Pick als Glücksgriff gilt.

## 1. Draftrunde
| Pick | Spieler             | Position | Nationalität       | Team                                             | vorheriges Team/College |
| ---- | ------------------- | -------- | ------------------ | ------------------------------------------------ | ----------------------- |
| 1    | James Worthy        | SF       | Vereinigte Staaten | Los Angeles Lakers (von Cleveland)               | North Carolina          |
| 2    | Terry Cummings      | PF       | Vereinigte Staaten | San Diego Clippers                               | DePaul                  |
| 3    | Dominique Wilkins   | SF       | Vereinigte Staaten | Utah Jazz                                        | Georgia                 |
| 4    | Bill Garnett        | SF       | Vereinigte Staaten | Dallas Mavericks                                 | Wyoming                 |
| 5    | LaSalle Thompson    | C        | Vereinigte Staaten | Kansas City Kings                                | Texas                   |
| 6    | Trent Tucker        | SG       | Vereinigte Staaten | New York Knicks                                  | Minnesota               |
| 7    | Quintin Dailey      | SG       | Vereinigte Staaten | Chicago Bulls                                    | San Francisco           |
| 8    | Clark Kellogg       | PF       | Vereinigte Staaten | Indiana Pacers                                   | Ohio State              |
| 9    | Cliff Levingston    | PF       | Vereinigte Staaten | Detroit Pistons                                  | Wichita State           |
| 10   | Keith Edmonson      | SG       | Vereinigte Staaten | Atlanta Hawks                                    | Purdue                  |
| 11   | Fat Lever           | PG       | Vereinigte Staaten | Portland Trail Blazers                           | Arizona State           |
| 12   | John Bagley         | PG       | Vereinigte Staaten | Cleveland Cavaliers (von Washington via Detroit) | Boston College          |
| 13   | Eric "Sleepy" Floyd | SG       | Vereinigte Staaten | New Jersey Nets                                  | Georgetown              |
| 14   | Lester Conner       | PG       | Vereinigte Staaten | Golden State Warriors                            | Oregon State            |
| 15   | David Thirdkill     | SF       | Vereinigte Staaten | Phoenix Suns (von Denver)                        | Bradley                 |
| 16   | Terry Teagle        | SG       | Vereinigte Staaten | Houston Rockets                                  | Baylor                  |
| 17   | Brook Steppe        | SG       | Vereinigte Staaten | Kansas City Kings (von Phoenix via New Jersey)   | Georgia Tech            |
| 18   | Ricky Pierce        | SG       | Vereinigte Staaten | Detroit Pistons (von San Antonio via Portland)   | Rice                    |
| 19   | Rob Williams        | PG       | Vereinigte Staaten | Denver Nuggets (von Seattle)                     | Houston                 |
| 20   | Paul Pressey        | SF       | Vereinigte Staaten | Milwaukee Bucks                                  | Tulsa                   |
| 21   | Eddie Phillips      | SF       | Vereinigte Staaten | New Jersey Nets (from Los Angeles)               | Alabama                 |
| 22   | Mark McNamara       | C        | Vereinigte Staaten | Philadelphia 76ers                               | California              |
| 23   | Darren Tillis       | C        | Vereinigte Staaten | Boston Celtics                                   | Cleveland State         |

## Weitere wichtige Picks
| Pick | Spieler              | Position | Nationalität       | Team               | vorheriges Team/College   |
| ---- | -------------------- | -------- | ------------------ | ------------------ | ------------------------- |
| 25   | Bryan Warrick        | G        | Vereinigte Staaten | Washington Bullets | St. Joseph’s Hawks        |
| 48   | Craig Hodges         | G        | Vereinigte Staaten | San Diego Clippers | Long Beach State 49ers    |
| 50   | Corny Thompson       | PF       | Vereinigte Staaten | Dallas Mavericks   | Connecticut Huskies       |
| 72   | Mark Eaton           | C        | Vereinigte Staaten | Utah Jazz          | UCLA Bruins               |
| 188  | Ralph McPherson      | PF       | Vereinigte Staaten | Dallas Mavericks   | Texas-Arlington Mavericks |
| 205  | Panagiotis Giannakis | PG       | Griechenland       | Boston Celtics     | Ionikos Nikaias BC        |